# Piñon Hills
Pour les articles homonymes, voir Pinon.
Piñon Hills est une census-designated place du comté de San Bernardino, dans l'État de Californie, aux États-Unis,. En 2020, elle compte une population de 7 258 habitants.